# Michael Geyer (Historiker)
Michael Geyer (* 1947) ist ein deutscher Historiker und Hochschullehrer, der seit den 1980er Jahren überwiegend in den USA lebt und lehrt. Er ist ein ausgewiesener Kenner der nationalsozialistischen und stalinistischen Gewaltherrschaft.

## Leben
Michael Geyer legte 1966 sein Abitur am Fürstenberg-Gymnasium in Donaueschingen ab. 1976 promovierte er bei Andreas Hillgruber an der Albert-Ludwigs-Universität Freiburg. 1984 erhielt er einen Ruf als Assistant Professor an die University of Michigan, Ann Arbor, Michigan. Seit dem Jahre 2000 lehrte er an der University of Chicago und hatte den Samuel N. Herper-Lehrstuhl für Deutsche und Europäische Geschichte inne. Er ist mittlerweile emeritiert.
Sein Bruder Martin H. Geyer lehrt als Professor für Neuere und Neueste Geschichte an der Ludwig-Maximilians-Universität München.

## Auszeichnungen und Ehrungen
- 2008: Aufnahme in die American Academy of Arts and Sciences
- 2012: Stipendium der American Academy in Berlin im Rahmen des Berlin Prize und  Senior Fellow der Academy.

## Veröffentlichungen (Auswahl)
- Aufrüstung oder Sicherheit. Die Reichswehr in der Krise der Machtpolitik 1924–1936. Steiner, Wiesbaden 1980, ISBN 3-515-02812-9 (Dissertation).
- Ein Vorbote des Wohlfahrtsstaates. Die Kriegsopferversorgung in Frankreich, Deutschland und Großbritannien nach dem Ersten Weltkrieg. In: Geschichte und Gesellschaft, 9. Jahrgang, Heft 2, 1983, S. 230–277.
- Deutsche Rüstungspolitik. 1860–1980. Suhrkamp, Frankfurt am Main 1984, ISBN 3-518-11246-5.
- German strategy in the age of machine warfare, 1914–1945. In: Peter Paret (Hrsg.): Makers of Modern Strategy. From Machiavelli to the Nuclear Age, Princeton University Press, Princeton 1986, ISBN 1-40083546-1.
- mit John W. Boyer als Hrsg.: Resistance against the Third Reich. University of Chicago Press, Chicago/London 1994, ISBN 0-226-06958-3.
- Insurrectionary Warfare. The German Debate about a „Levee en Masse“ in October 1918. In: The Journal of Modern History. Vol. 73, No. 3, September 2001, S. 459–527.
- als Hrsg.: The Power of Intellectuals in Contemporary Germany. University of Chicago Press, Chicago/London 2001, ISBN 0-226-28987-7.
- mit Charles Bright: A Where in the World is America? The History of the United States in the Global Age. In: Thomas Bender (Hrsg.): Rethinking American History in a Global Age. University of California Press, Berkeley 2002, ISBN 0-520-23058-2.
- mit Konrad Hugo Jarausch: Shattered Pasts. Reconstructing German Histories. Praeger, Princeton/Oxford 2003, ISBN 0-691-05936-5.
  - ins Deutsche übersetzt von Friedrich Griese: Zerbrochener Spiegel. Deutsche Geschichten im 20. Jahrhundert. Deutsche Verlags-Anstalt, München 2005, ISBN 3-421-05673-0.
- als Hrsg.: Religion und Nation – Nation and Religion. Beiträge zu einer unbewältigten Geschichte. Wallstein-Verlag, Göttingen 2004, ISBN 3-89244-668-7.
- Deutschland und Japan im Zeitalter der Globalisierung. Überlegungen zu einer komparativen Geschichte jenseits des Modernisierungs-Paradigmas. In: Sebastian Conrad, Jürgen Osterhammel: Das Kaiserreich transnational. Deutschland und die Welt 1871–1914. Vandenhoeck & Ruprecht, Göttingen 2004, ISBN 3-525-36733-3, S. 68–84.
- als Hrsg.: Die Gegenwart Gottes in der modernen Gesellschaft. Transzendenz und religiöse Vergemeinschaftung in Deutschland – The Presence of God in Modern Society. Wallstein-Verlag, Göttingen 2006, ISBN 3-8353-0007-5.
- mit Sheila Fitzpatrick als Hrsg.: Beyond Totalitarianism. Stalinism and Nazism Compared. Cambridge University Press, New York City 2009, ISBN 978-0-521-72397-8.
- als Hrsg.: Zeitalter der Gewalt. Zur Geopolitik und Psychopolitik des Ersten Weltkriegs. Campus Verlag, Frankfurt am Main/New York City 2015, ISBN 978-3-593-39976-8.